# Mind over matter (Galleon)
Mind over matter is het vijfde studioalbum van de Zweedse muziekgroep Galleon. Het album werd opgenomen nadat de band op tournee was geweest na hun (relatieve) succes van The all European hero. Dat zorgde mede voor oponthoud. Ook kwamen enige onenigheden aan het licht tussen de diverse muzikanten, wat er toe zou leiden dat Micke Värn na dit album de band zou verlaten. Mind over matter kondigde dit al aan. Värn was nogal eens verantwoordelijk voor de teksten, maar niet meer bij dit album.
Het album verscheen in 2005 in geremasterde vorm bij Progress Records.

## Musici
- Göran Fors – zang, basgitaar, baspedalen
- Dan Fors – slagwerk en percussie
- Ulf Petterson – toetsinstrumenten, waaronder mellotron
- Micke Värn – gitaar

## Muziek
| Nr. | Titel                  | Duur  |
| --- | ---------------------- | ----- |
| 1.  | Art gallery (Göran)    | 14:14 |
| 2.  | Operating manual (Ulf) | 10:44 |
| 3.  | Starborn (Göran)       | 8:02  |
| 4.  | House of plenty (Ulf)  | 12:30 |
| 5.  | The wanderer (Ulf)     | 21:19 |